# Jacob Brønnum Scavenius Estrup
Jacob Brønnum Scavenius Estrup (Sorø, 16 de abril de 1825-Kongsdal, 24 de diciembre de 1913) fue un político danés, miembro del partido Højre. Fue ministro del Interior de 1865 a 1869 en el gabinete de Frijs y presidente del Consejo (primer ministro), así como ministro de Finanzas, de 1875 a 1894. Con un mandato total de 19 años, es el primer ministro danés que más tiempo ha ocupado el cargo.
A nivel histórico, es conocido por la llamada "época provisional" (provisorietiden) de 1885 a 1894. Tras una gran derrota en las elecciones parlamentarias al Folketing de 1884, en las que el partido Højre sólo obtuvo 19 de los 102 escaños, simplemente se negó a dimitir como jefe de gobierno. A raíz del resultado de dichos comicios, no fue capaz de conseguir la aprobación parlamentaria para los imperativos presupuestos anuales y en su lugar consiguió el apoyo del rey Cristián IX de Dinamarca para autorizar unos presupuestos provisionales. 
Esta medida incluía también el apoyo del llamado Landstinget, una asamblea de políticos más reducida, en la que la mitad de sus miembros eran elegidos por el monarca. Una de las razones por las que el monarca accedió a nueve de estas leyes presupuestarias provisionales anuales, es que tanto el rey como Estrup creían en la construcción de la fortificación de Copenhague (Københavns befæstning), edificada entre 1888 y 1892.

## Biografía
Estrup fue hijo del terrateniente y director de la Academia de Sorø Hector Frederik Janson Estrup (1794-1846) y de Jacobine Scavenius (1800-1829), hija del también terrateniente Jacob Brønnum Scavenius (1749-1820).
En 1846 heredó la finca Kongsdal en el amt de Holbæk. En 1852 compró también la finca Skaføgård en Randers.
Como ministro del Interior en el gabinete de Frijs, Estrup tomó el control de los ferrocarriles de Jutlandia y Funen, que habían sido cedidos a un consorcio inglés en 1861. Amplió los ferrocarriles de Vendsyssel y construyó nuevas líneas de Skanderborg a Silkeborg y a lo largo de la costa oeste de Jutlandia hasta Esbjerg, lo que le valió el apodo de «Ministro de Ferrocarriles». También construyó el puerto de Esbjerg, que se convirtió en un importante centro de exportación. En 1869 se vio obligado a abandonar su cargo por problemas de salud.
En 1875, Estrup sustituyó a Christen Andreas Fonnesbech como presidente del Consejo. Estrup también ocupó el cargo de ministro de Finanzas, quizá el más importante, ya que Dinamarca estaba económicamente desgastada tras la Segunda Guerra de Schleswig. En 1877, Estrup no pudo conseguir el apoyo para su proyecto de presupuestos en el Folketinget, como exigía la Constitución danesa, y optó en su lugar por promulgarlos como ley provisional. Esto ocurrió repetidamente entre los años 1885 y 1894, el llamado periodo provisional (provisorietid). Entre otros, se le opusieron los líderes del Venstre, Christen Berg y Viggo Hørup.
Cuando fracasó un intento de asesinato el 21 de octubre de 1885, Estrup respondió aprobando varias leyes que restringían la prensa, limitaban el derecho a poseer armas y ampliaban los poderes de la policía. En 1894, Venstre y el Højre de Estrup cooperaron para aprobar una ley presupuestaria y Estrup dimitió. No ocupó ningún cargo ministerial tras su dimisión, pero conservó una influencia significativa en los siguientes gobiernos formados por Højre.